# Història d'Eslovènia
La història d'Eslovènia documenta el període del territori dels eslovens des del segle v aC fins als temps presents. En l'edat del bronze, les tribus protoil·líries s'assentaren en una àrea que va des de l'actual Albània fins a la ciutat de Trieste. El Sacre Imperi Romanogermànic controlà el territori durant gairebé mil anys. La moderna Eslovènia aconseguí la seva independència de Iugoslàvia el 1991, i és avui un estat modern i un membre de la Unió Europea i de l'OTAN.

## Prehistòria

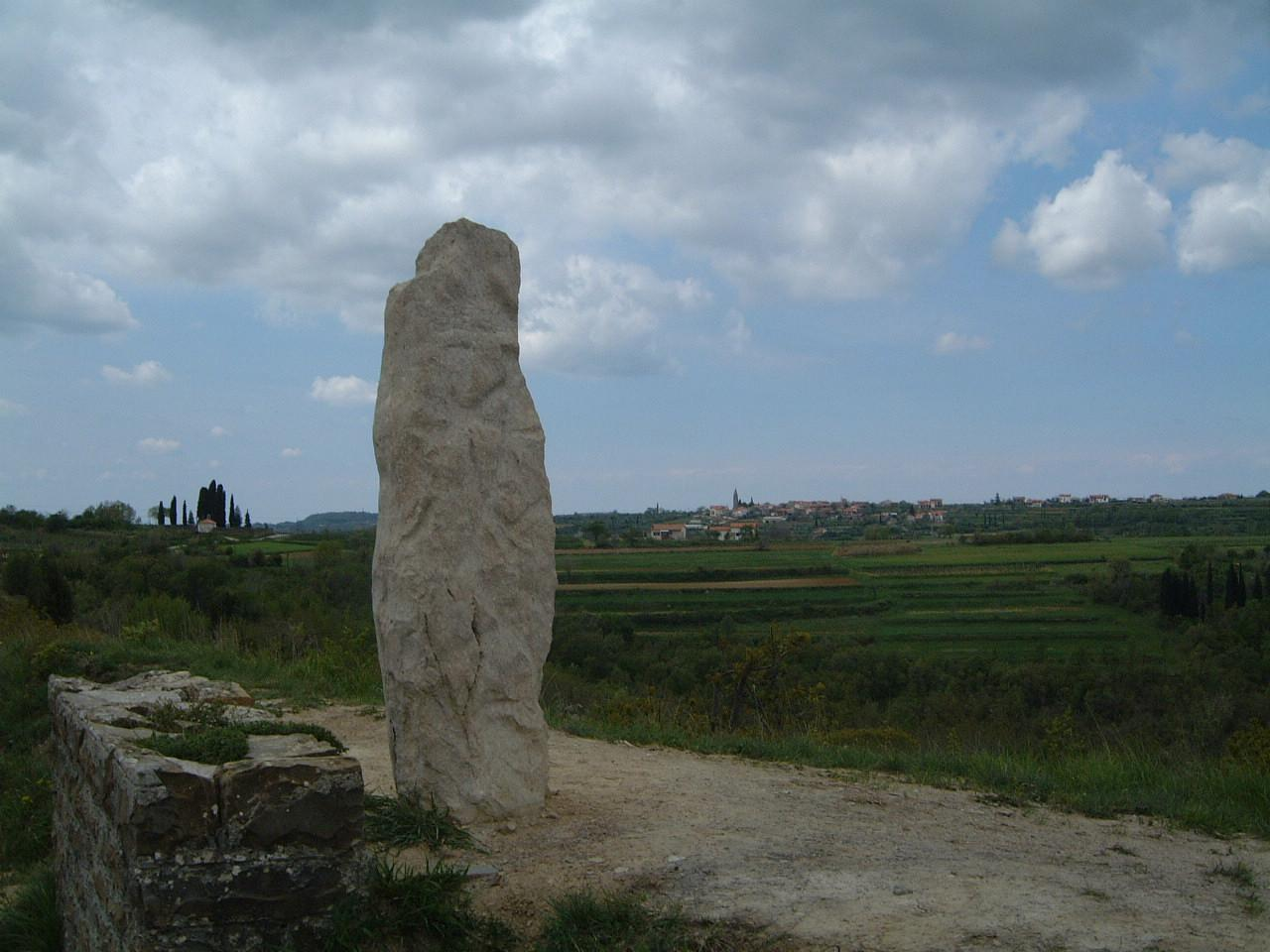
Antic menhir, probablement d'origen celta o il·liri a Krkavce, Ístria eslovena

Els primers senyals d'assentament humà a l'actual Eslovènia es trobaren a les coves de Postojnska jama, prop de Postojna, a la Carniola Interior. En aquest indret es van descobrir dos estris de pedra d'aproximadament 250.000 anys d'antiguitat. Durant el darrer període glacial, l'actual Eslovènia estava habitada per neandertals; el jaciment arqueològic neandertal més famós d'Eslovènia és una cova a la vora del poble de Sebrelje, prop de Cerkno, on la Flauta de Divje Babe, l'instrument musical conegut més antic del món, va ser trobat el 1995. En el període de transició de l'edat del bronze a la del ferro, va destacar-hi la cultura dels camps d'urnes. Nombroses restes arqueològiques que daten de la cultura de Hallstatt s'han trobat a Eslovènia, en assentaments importants a Most na Soci, Vace i Sentvid pri Sticni. Novo Mesto, a la Baixa Carniola, un dels jaciments arqueològics més importants de la cultura Hallstatt, ha rebut el sobrenom de la Ciutat de les Situles, atès que s'han trobat nombroses situles (vasos) en aquest indret.
En l'edat del ferro, l'Eslovènia actual estava habitada per il·liris i celtes fins al segle i aC, quan els romans conqueriren la regió i hi establiren les províncies de Pannònia i el Nòric. El que ara és Eslovènia occidental quedava inclosa directament dins de la Itàlia romana com a part de la regió x, Venetia et Histria. Les ciutats romanes importants que es troben a l'actual Eslovènia inclouen Emona, Celeia i Ptuj. Altres assentaments importants eren Nauportus, Neviodunum, Haliaetum, Atrans i Stridon.
Durant el període de les invasions bàrbares, la regió patí nombroses invasions de molts exèrcits de bàrbars, a causa de la seva posició estratègica com a pas principal des de la plana de Pannònia fins a la península Itàlica. Roma finalment abandonà la regió a finals del segle iv. La majoria de les ciutats foren destruïdes, mentre que la població local restant passà a les àrees de terres altes, i hi establí ciutats fortificades. Al segle v, la regió formava part del Regne ostrogot, i fou disputada més endavant entre els ostrogots, l'Imperi Romà d'Orient i els longobards.

## L'edat mitjana

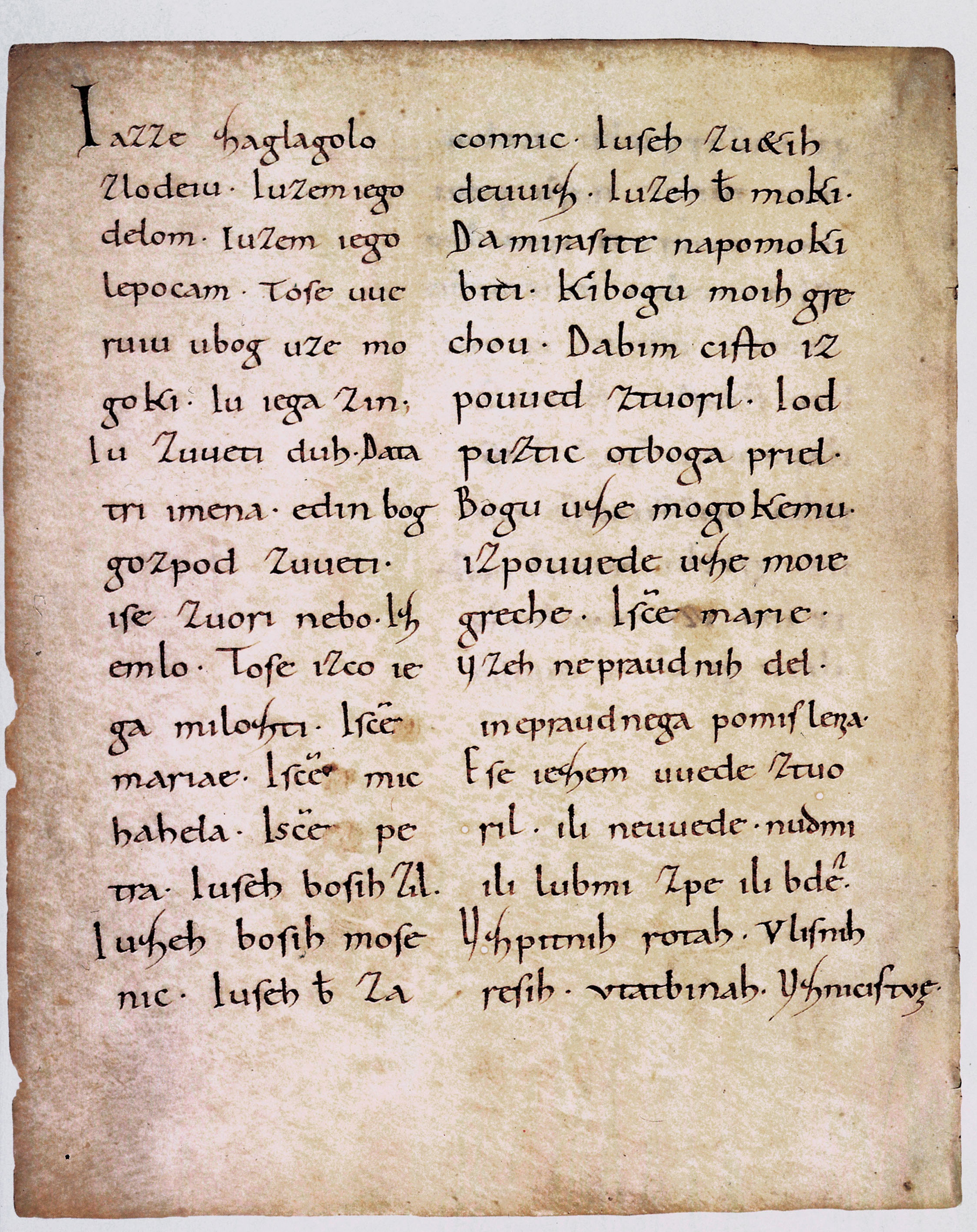
Els Manuscrits de Freising, datats en el, i probablement escrits a la Caríntia superior, són els documents més antics coneguts en eslovè

Els avantpassats eslaus dels actuals eslovens es van instal·lar a l'àrea alpina oriental al final del segle vi. Venien de dues direccions: del nord (per l'actual Àustria oriental i la República Txeca), que s'instal·laren en l'àrea de l'actual Caríntia i Estíria oriental; i del sud (per l'actual Eslavònia), que s'instal·laren en l'àrea de l'actual Eslovènia central. Aquesta tribu eslava, també coneguda com els eslaus alpins, se sotmeté al domini dels àvars abans d'unir-se en una federació de tribus eslaves sota el lideratge del rei Samo el 623. Després de la mort de Samo, els eslaus de Carniola (a l'actual Eslovènia) caigueren altra vegada sota el domini dels àvars, mentre els eslaus dels nord de Karavanke (a les actuals regions austríaques de Caríntia, Estíria i Tirol Oriental) establiren el Principat independent de Carantània. Al 745, Carantània i la resta de territoris poblats per eslaus de l'actual Eslovènia, en ser pressionats pel novament consolidat poder dels àvars, se sotmeteren al govern bavarès i van ser incorporats, junt amb el ducat de Baviera, a l'Imperi carolingi, mentre que els carantanis i altres eslaus que vivien a l'actual Eslovènia es convertiren al cristianisme.
Carantània mantingué la seva independència interna fins al 828, quan van ser deposats els prínceps locals, després de la rebel·lió antifranca de Ljudevit Posavski, i gradualment substituïts per governants d'ascendència germànica (abans que res bavaresa). Sota el govern de l'emperador Arnulf de Caríntia, Carantània, ara governada per una noblesa mig eslava mig bavaresa, va emergir per un curt espai de temps com a potència regional, però va ser destruïda per les invasions magiars el 907.

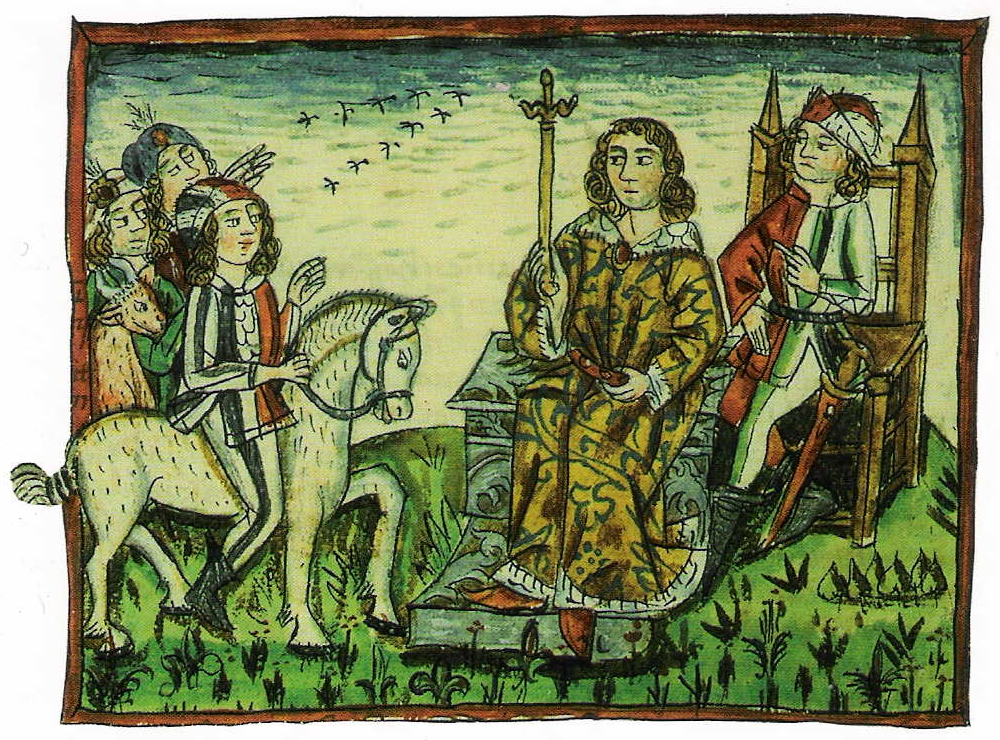
L'establiment dels ducs a Carantània, dut a terme en un antic ritual en llengua eslovena fins al 1414

Carantània-Caríntia es va establir altre cop com a unitat administrativa autònoma el 976, quan l'emperador Otó I el Gran, després de deposar Enric II de Baviera, partís les terres que tenia ell i convertís Caríntia en el sisè ducat del Sacre Imperi romà.
A les darreries del segle x i començaments del segle xi, principalment a causa de l'amenaça hongaresa, la regió sud-oriental fronterera de l'Imperi germànic va ser organitzada en el que va ser anomenat marques que van esdevenir el cor del desenvolupament de les terres històriques eslovenes, la Carniola, l'Estíria i la Goriška/Gorizia occidental. La consolidació i formació de les terres històriques eslovenes tingué lloc en un llarg període entre el segle xi i el segle xiv i va ser conduït per un nombre d'importants famílies feudals com els ducs de Spannheim, els comtes de Gorízia, els comtes de Celje i finalment la casa dels Habsburg.
Les primeres mencions d'un identitat ètnica eslovena comuna, superant límits regionals, daten del segle xvi.
Durant el segle xiv, gran part de les terres eslovenes van passar a mans de la dinastia dels Habsburg. Al segle xv, la dominació Habsburg va ser desafiada pels comtes de Celje, però al final del segle la gran majoria de territoris habitats per eslovens van ser incorporats a la monarquia dels Hasburg. La majoria dels eslovens vivien a la regió administrativa coneguda com a Àustria interior, que forma la major part de la població del ducat de Carniola i el comtat de Gorízia i Gradisca, també a partir de la Baixa Estíria i la Caríntia del sud.
Els eslovens també habitaven gran part del territori de la ciutat imperial lliure de Trieste, encara que representaven la minoria de la seva població.

## Primer període modern

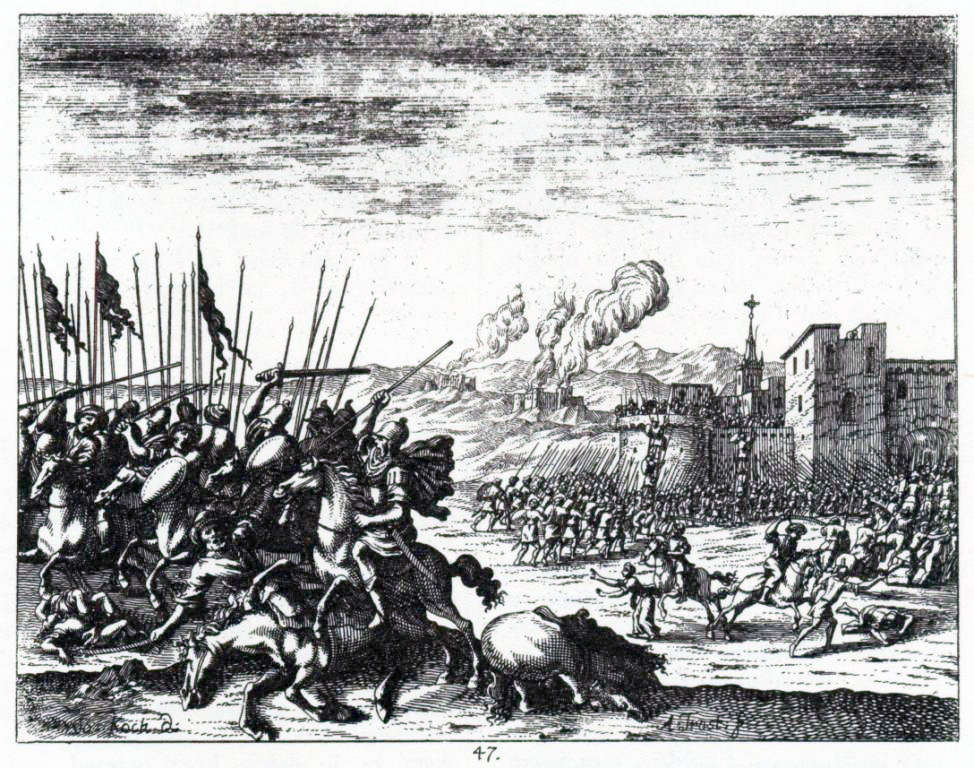
L'exèrcit otomà lluitant amb els Habsburg a l'actual Eslovènia, durant la Gran Guerra turca

Al segle xvi, la Reforma protestant s'estengué per tota la terra eslovena. Durant aquest període, els primers llibres en llengua eslovena foren escrits pel predicador protestant Primož Trubar i els seus seguidors, i s'establí així la base per al desenvolupament de la llengua eslovena estàndard. En la segona meitat del segle xvi, es van publicar nombrosos llibres en eslovè, incloent-hi una traducció integral de la Bíblia per Jurij Dalmatin. Durant la Contrareforma a les darreries del segle xvi i el segle xvii, menada pel bisbe de Ljubljana Tomaz Hren i Seckau Martin Brenner, gairebé tots els protestants van ser expulsats de les terres eslovenes (amb l'excepció de Prekmurje). No obstant això, deixaren un profund llegat fort en la tradició cultural eslovena, que va ser parcialment incorporat en la catòlica Contrareforma al segle xvii. L'antiga ortografia eslovena, també coneguda com l'alfabet de Bohorič, que va ser desenvolupada pels protestants al segle xvi i romangué en ús fins a mitjan segle xix, és el testimoni d'una tradició ininterrompuda de la cultura eslovena tal com es va establir en els anys de la Reforma protestant.
Entre els segles xv i xvii, les terres eslovenes van patir moltes calamitats. Moltes àrees, especialment a Eslovènia del sud, van ser devastades per les guerres Habsburg-otomanes. Moltes ciutats emergents, com ara Vipavski Kriz i Kostanjevica na Krki, van ser completament destruïdes per incursions de l'exèrcit otomà, i mai no es recuperaren. La noblesa de les províncies eslovenes habitades tingué un paper important en la lluita contra l'Imperi Otomà. L'exèrcit dels nobles de Carniola derrotà els otomans en la batalla de Sisak de 1593, la qual cosa marcà el final de l'amenaça otomana immediata a les terres eslovenes, encara que les incursions otomanes esporàdiques continuaren fins ben entrat el segle xvii.

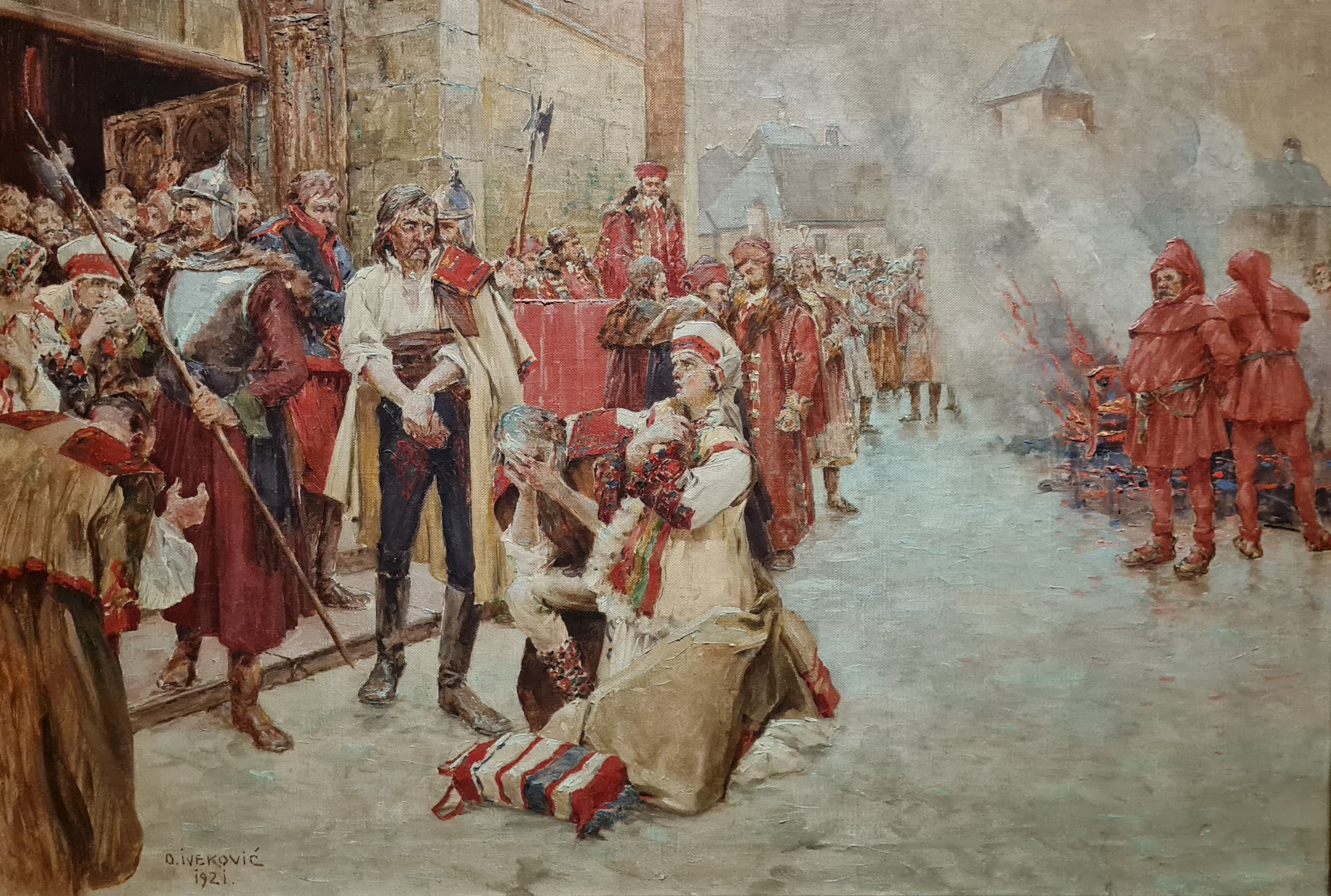
Execució de Matija Gubec, líder de la Revolta camperola croatoeslovena, el 1573

Als segles xvi i xvii, les regions eslovenes occidentals es convertiren en el camp de batalla de les guerres entre la monarquia dels Habsburg i la República de Venècia, més notablement la Guerra de Gradisca, en la qual es lluità en gran part a la regió eslovena de Goriška. Entre finals del segle xvi i començaments del segle xviii, les terres eslovenes van presenciar també diverses guerres de camperols, entre les quals les més famoses són la Rebel·lió camperola de Caríntia de 1478, la Rebel·lió camperola eslovena de 1515, la Revolta camperola croatoeslovena de 1573, la Segona revolta camperola eslovena de 1635, i la Revolta camperola de Tolmin de 1713.
Les darreries del segle xvii es van caracteritzar també per una activitat intel·lectual i artística molt intensa. Molts artistes del barroc italià, principalment arquitectes i músics, s'instal·laren a les terres eslovenes i contribuïren en gran manera al desenvolupament de la cultura local. Científics com Janez Vajkard Valvasor i Janez Gregor Thalnitscher contribuïren al desenvolupament de les activitats erudites. A principis del segle xviii, tanmateix, la regió entrà en un altre període d'estancament, que va ser lentament superat només a mitjans del segle xviii.

## De la Il·lustració al moviment nacional

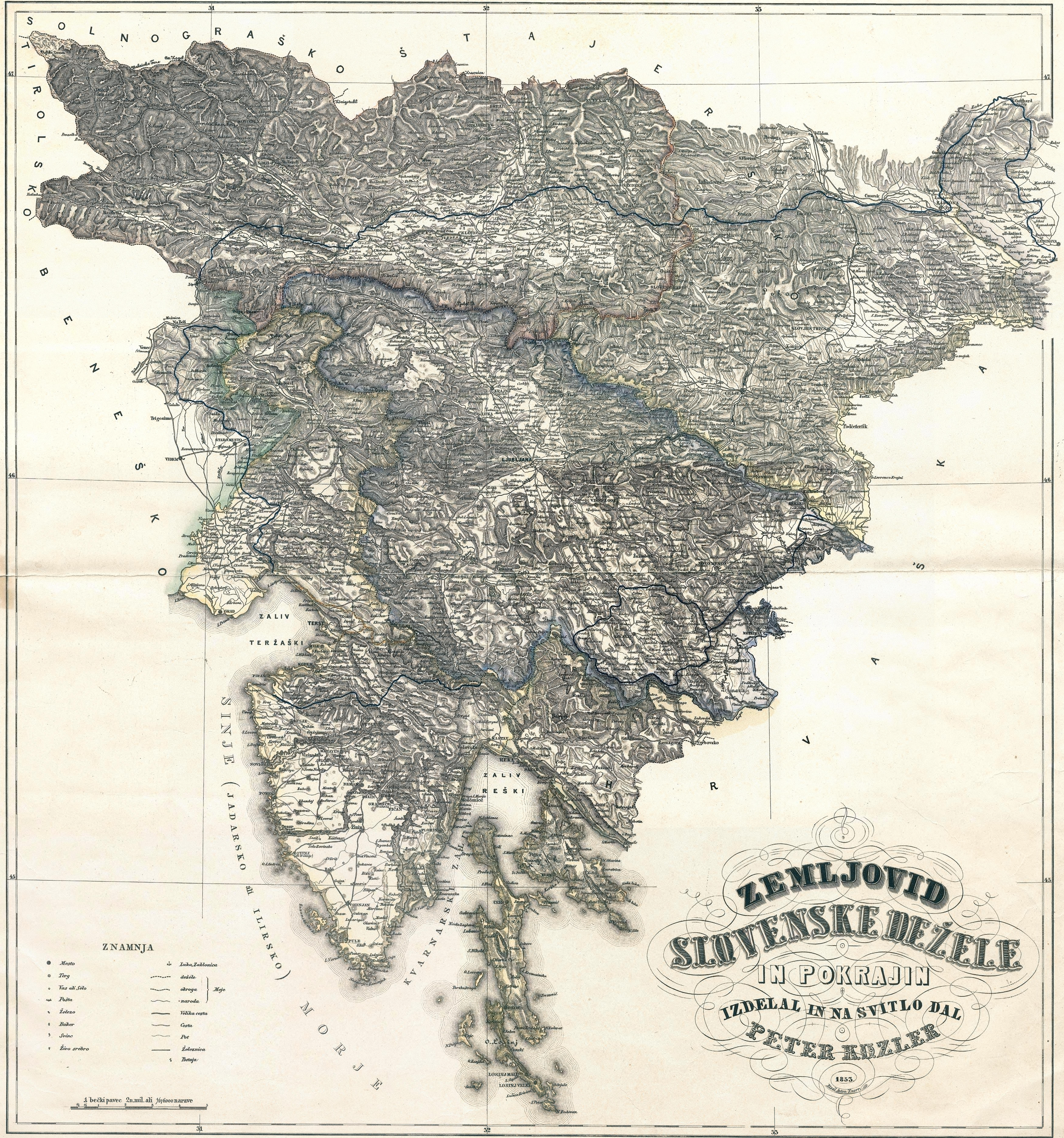
El mapa de Peter Kozler de les terres eslovenes dissenyat durant la Revolució de 1848 es convertí en el símbol de la cerca d'una Eslovènia unida

Entre començaments del segle xviii i primeria del segle xix, les terres eslovenes experimentaren un període de pau amb una embranzida de moderada recuperació econòmica des de mitjans del segle xviii en endavant. La ciutat adriàtica de Trieste va ser declarada port franc el 1718, la qual cosa va estimular l'activitat econòmica per a totes les parts occidentals de les terres eslovenes. Les reformes polítiques, administratives i econòmiques dels governants Habsburg Maria Teresa I d'Àustria i Josep II milloraren la situació econòmica de la pagesia i eren ben rebudes per la burgesia emergent, que era, tanmateix, encara dèbil.
A finals del segle xviii, començà un procés d'estandardització de la llengua eslovena, promogut per clergues de Carniola com ara Marko Pohlin i Jurij Japelj. Durant el mateix període, els escriptors camperols començaren a utilitzar i promoure l'eslovè vernacle al camp. Aquest moviment popular, conegut amb el nom de bukovniki, fou endegat entre els eslovens de Caríntia, com a part d'un ressorgiment més ampli de la literatura eslovena. La tradició cultural eslovena va ser fortament reforçada en el període de la Il·lustració al segle xviii pels esforços del cercle de Sigmund Zois. Després de dos segles d'estancament, la literatura eslovena emergí altre cop, sobretot amb les obres del dramaturg Anton Tomaz Linhart i el poeta Valentin Vodnik. Tanmateix, l'alemany hi romangué com a llengua principal de cultura, administració i educació fins ben entrat el segle xix.
Entre 1805 i 1813, Eslovènia formà part de les Províncies Il·líriques, una província autònoma de l'Imperi francès napoleònic, la capital de les quals s'establí a Ljubljana. Encara que el govern francès a les Províncies Il·líriques fou passatger, contribuí significativament a una autoconfiança nacional més gran i a la consciència de les llibertats. El domini francès no abolí totalment el feudalisme, el seu govern familiaritzà amb més detall els habitants de les Províncies Il·líriques amb les consecucions de la Revolució francesa i amb la societat burgesa contemporània. Hi introduïren la igualtat davant la llei, el servei militar obligatori i un sistema fiscal uniforme, i també aboliren certs privilegis quant als impostos; hi introduïren una administració moderna, la separació de poders entre l'estat i l'Església, i nacionalitzaren la judicatura.
L'agost de 1813, Àustria declarà la guerra a França. Les tropes austríaques dirigides pel general Franz Tomassich envaïren les Províncies Il·líriques. Després d'aquest curt íterim francès, totes les terres eslovenes estigueren, altre cop, incloses en l'Imperi Austríac. Lentament, es desenvolupà una consciència nacional distintiva eslovena, i la cerca d'una unificació política dels eslovens esdevingué cada cop més estesa. Els anys entre el 1820 i el 1840, l'interès en la llengua i el folklore eslovens augmentà enormement, amb nombrosos filòlegs que recollien cançons folklòriques i que avançaven en els primers passos cap a una estandardització de la llengua. Un nombre petit d'activistes eslovens, principalment d'Estíria i Caríntia, abraçaren el Moviment il·liri que començà a la veïna Croàcia i apuntava a unir tots els pobles eslaus del sud. Les idees paneslaves i austroeslaves també hi guanyaren importància. Tanmateix, el cercle intel·lectual al voltant del filòleg Matija Čop i el poeta romàntic France Prešeren va ser molt influent en l'afirmació de la idea d'una individualitat lingüística i cultural eslovena, que refusava la idea d'una fusió dels eslovens en una nació eslava més àmplia.
El 1848, hi apareix un massiu moviment polític i popular per a l'Eslovènia unida (Zedinjena Slovenija), emergit com a part del moviment Primavera de les Nacions dins de l'Imperi Austríac. Els activistes eslovens demanaven una unificació de tots els territoris de parla eslovena en un regne d'eslovè unificat i autònom dins de l'Imperi Austríac. Tot i que el projecte no reeixí, serví com a plataforma gairebé indiscutida de l'activitat política eslovena en les dècades posteriors.

## Xoc de nacionalismes a la darreria delseglexix

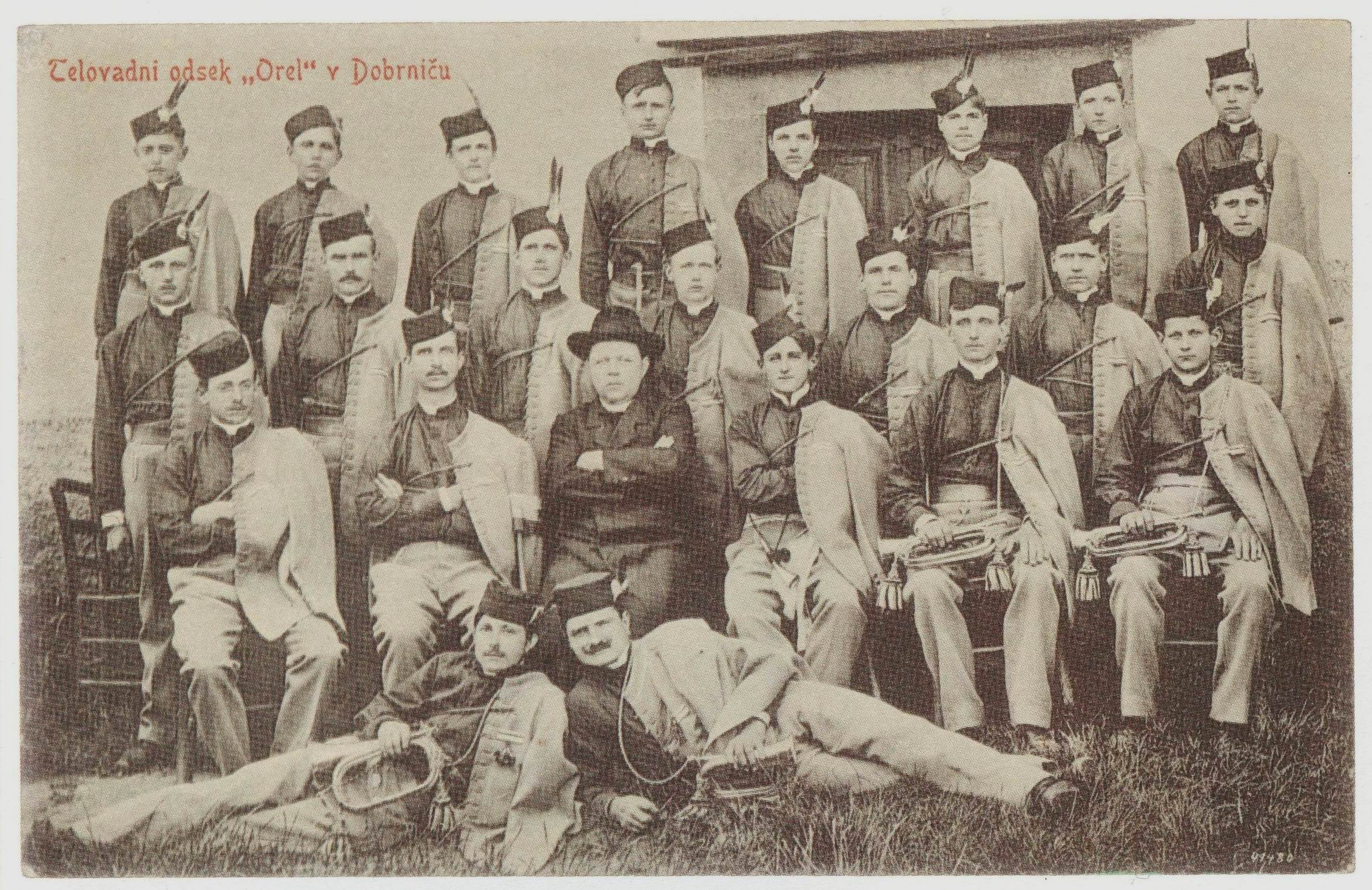
Membres de l'associació catòlica Orel a la Baixa Carniola abans de la Primera Guerra mundial

Entre 1848 i 1918, nombroses institucions (incloent-hi teatres i editorials, així com organitzacions polítiques, financeres i culturals) van ser fundades en l'anomenat Despertar nacional eslovè. Malgrat la seva fragmentació política i institucional i manca de representació política apropiada, els eslovens van poder establir una infraestructura nacional que funcionava.
Amb la introducció d'una constitució que garantia les llibertats civils i polítiques en l'Imperi Austríac el 1860, el moviment nacional eslovè guanyà força. Malgrat la seva diferenciació interna entre els Eslovens Vells conservadors i els Eslovens Joves progressistes, els nacionals eslovens defensaven programes similars, que cridaven a una autonomia cultural i política de la gent eslovena. A la darreria de la dècada del 1860 i principis del 1870, es van organitzar tot un seguit de concentracions massives, anomenades tabori, a imatge i semblança de les campanyes organitzades a Irlanda per Daniel O'Connell, en suport al programa d'una Eslovènia unida. Aquests concentracions, a les quals assistiren milers de persones, demostraven la fidelitat d'estrats més amplis de la població eslovena a les idees d'emancipació nacional.
A finals del segle xix, els eslovens havien establert una llengua literària estandarditzada i una societat civil que creixia. Els nivells d'alfabetització estaven entre el més alt en l'Imperi Austrohongarès, i les nombroses associacions nacionals estaven presents entre el poble. La idea d'una entitat política comuna d'eslaus del sud, coneguda com a Iugoslàvia, emergia.
Des dels anys 1880, una feroç kulturkampf entre tradicionalistes catòlics i integristes a un costat, i liberals, progressistes i anticlericals a un altre, dominava la vida política i pública eslovena, especialment a Carniola. Durant el mateix període, el creixement de la industrialització intensificava les tensions socials. Els moviments socialistes i socialcristians mobilitzaven les masses. El 1905, el primer alcalde socialista en l'Imperi Austrohongarès va ser elegit a la ciutat minera eslovena d'Idrija, en les llistes del Partit Socialdemòcrata Iusgoslau. En els mateixos anys, l'activista social cristià Janez Evangelist Krek organitzà centenars de treballadors i cooperatives agrícoles per tot el camp eslovè.
Ja al segle xx, diverses lluites nacionals en àrees ètnicament mixtes (especialment a Caríntia, Trieste i a les ciutats de la Baixa Estíria) dominaren la vida política i social de la ciutadania. Pels volts de la dècada del 1910, les lluites nacionals entre parlants eslovens i italians al Litoral austríac, i parlants eslovens i alemanys, eclipsaren altres conflictes polítics i ocasionaren un radicalizació nacionalista en els dos bàndols.
Durant les dues darreres dècades abans de la Primera Guerra mundial, les arts i literatura eslovenes experimentaren un dels seus períodes més destacats, amb nombrosos autors modernistes de gran talent, pintors i arquitectes. Els autors més importants d'aquest període foren Ivan Cankar i Oton Zupancic, mentre que Ivan Grohar i Rihard Jakopic foren alguns dels artistes visuals eslovens amb més talent d'aquella època.

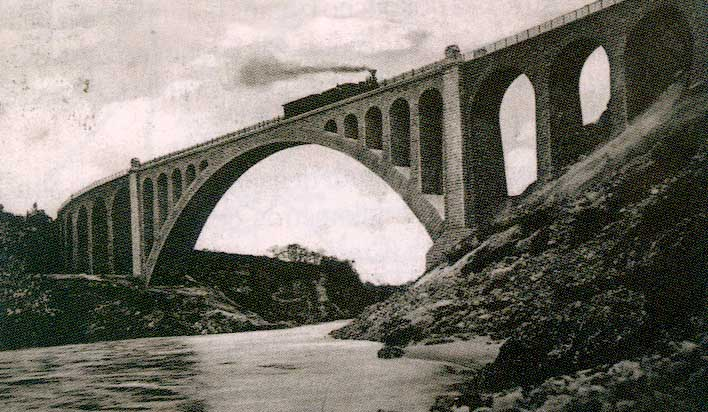
El pont Solkan, construït el 1906

Després del terratrèmol de Ljubljana de 1895, la ciutat experimentà una ràpida modernització sota el govern dels carismàtics alcaldes nacionalistes liberals Ivan Hribar i Ivan Tavcar. Alguns arquitectes com Max Fabiani i Ciril Metod Koch introduïren la seva versió de l'arquitectura de secessió de Viena a Ljubljana. En el mateix període, el port adriàtic de Trieste es convertí en un centre cada vegada més important de l'economia, la cultura i la política eslovenes. Pels volts del 1910, al voltant d'un terç de la població de la ciutat era eslovena, i el nombre d'eslovens a Trieste era més alt que a Ljubljana.
Al tombant del segle xx, centenars de milers d'eslovens emigraren a altres països, principalment als Estats Units, però també a Amèrica del Sud, Alemanya, Egipte, i a ciutats més grans dins de l'Imperi Austrohongarès, especialment Zagreb i Viena. S'ha calculat que al voltant de 300.000 eslovens emigraren entre 1880 i 1910, la qual cosa significa que un de cada sis eslovens va abandonar la seva pàtria. Aquests desproporcionats alts índexs d'emigració ocasionaren un creixement demogràfic relativament petit a les terres eslovenes.

## Primera Guerra mundial i creació de Iugoslàvia

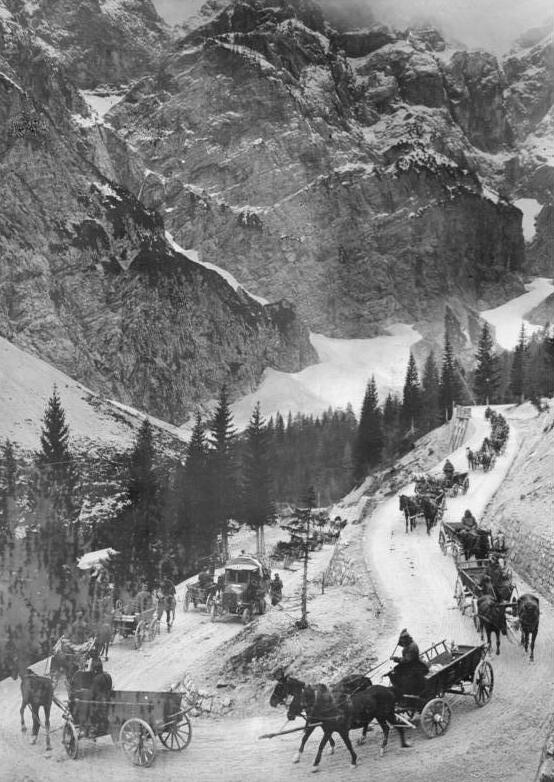
L'exèrcit austrohongarès a Eslovènia Occidental durant les batalles de l'Isonzo

Després de l'escalt de la Primera Guerra Mundial, el Parlament Austríac es dissolgué i les llibertats civils van ser suspeses. Molts activistes polítics eslovens, especialment a Carniola i al ducat d'Estíria, foren empresonats per les autoritats austrohongareses, amb acusacions de tenir simpaties paneslavistes sèrbies. 469 eslovens van ser executats només per acusacions de traïció durant el primer any de guerra, la qual cosa provocà un fort ressentiment antiaustríac entre els estrats de mentalitat nacionalista de la població eslovena. Milers de reclutes eslovens van ser enrolats en l'exèrcit austrohongarès.
El maig de 1915, el conflicte arribà també a les terres eslovenes. Itàlia introduí el conflicte després que els aliats occidentals haguessin donat suport a la seva expansió territorial, en detriment d'Àustria-Hongria. En el tractat de Londres de 1915, el litoral eslovè i alguns districtes occidentals de Carniola van ser promesos a Itàlia després de la guerra. El Regio Esercito llançà un atac sobre Àustria-Hongria el 1915, amb la qual cosa s'obria així el front italià. Algunes de les batalles més ferotges van tenir lloc al llarg del riu Soča (Isonzo) i a l'altiplà de Kras (Carso), en el que és ara Eslovènia occidental. Àrees senceres del litoral van ser destruïdes, i centenars de milers d'eslovens es van haver de reinstal·lar com a refugiats en parts d'Àustria i Itàlia. Mentre que la situació als camps de refugiats austríacs era relativament bona, els refugiats eslovens en camps italians eren tractats com a enemics estatals, i uns quants milers moriren de desnutrició i malalties entre 1915 i 1918.
El 1917, després de la batalla de Caporetto, s'acabà el conflicte en el territori austrohongarès (eslovè), i la vida política continuà a Àustria-Hongria. El Partit Popular Eslovè endegà un moviment per a l'autonomia: demanava la creació d'un estat eslau del sud semiindependent, sota el govern dels Habsburg. La proposta va ser recollida per la majoria dels partits eslovens, i fou seguida per una massiva mobilització de la societat civil eslovena, coneguda amb el nom de Moviment de declaració. A principis del 1918, es van recollir més de 200.000 signatures a favor de la proposta del Partit Popular Eslovè.
Durant la guerra, uns 500 eslovens serviren com a voluntaris en l'exèrcit serbi, mentre que un grup més petit, menat pel capità Ljudevit Pivko, serviren com a voluntaris en l'exèrcit italià. En el darrer any de la guerra, molts regiments predominantment eslovens planejaren un motí contra el seu comandament militar; el motí més famós de soldats eslovens va ser la Rebel·lió de Judenburg el maig de 1918.
Amb l'esfondrament de l'Imperi Austrohongarès l'octubre de 1918, els eslovens formaren l'estat dels Eslovens, Croats i Serbis, el qual es fusionà ben aviat amb Sèrbia i Montenegro en el Regne dels Serbis, Croats i Eslovens. Les parts occidentals de les terres eslovenes (el litoral slovè i els districtes occidentals de Carniola Interior foren ocupades per l'exèrcit Italià, i oficialment s'annexionaren al Regne d'Itàlia amb el tractat de Rapallo el 1920.
Després de la dissolució de la monarquia austrohongaresa a la darreria del 1918, començà una disputa armada entre els eslovens i l'Àustria alemanya per les regions de la Baixa Estíria i Caríntia del sud. El novembre de 1918, Rudolf Maister s'annexionà la ciutat de Maribor i àrees circumdants de la Baixa Estíria en nom del novament format estat iugoslau. Al mateix temps, un grup de voluntaris dirigits per Franjo Malgaj intentaren prendre el control de Caríntia del sud. Hi van haver combats a Caríntia entre desembre de 1918 i juny de 1919, quan els voluntaris eslovens i l'exèrcit regular serbi aconseguiren ocupar la ciutat de Klagenfurt. En compliment del tractat de Saint-Germain-en-Laye, les forces iugoslaves s'havien de retirar de Klagenfurt, mentre que havia de tenir lloc un referèndum en altres àrees de Caríntia del sud. L'octubre de 1920, la majoria de la població de Caríntia del sud votava a favor de romandre a Àustria, i només una porció petita de la província (al voltant de Dravograd i Gustanj va ser atorgada al Regne dels Serbis, Croats i Eslovens. Amb el tractat del Trianon, tanmateix, es va atorgar a Iugoslàvia la regió de població eslovena de la República de Prekmurje.

## El període d'entreguerres
El 1921, es va aprovar una constitució centralista al Regne dels Serbis, Croats i Eslovens contra el vot de la gran majoria (un 70%) dels diputats eslovens. Malgrat les polítiques centralistes del Regne iugoslau, els eslovens aconseguiren mantenir un nivell alt d'autonomia cultural, i hi prosperaren tant l'economia com les arts. Els polítics eslovens participaren en gairebé tots els governs iugoslaus, i el líder conservador eslovè Anton Korosec fou breument l'únic primer ministre de Iugoslàvia no serbi en el període d'entreguerres.
D'altra banda, els eslovens d'Itàlia, Àustria i Hongria esdevingueren víctimes de polítiques estatals d'assimilació forçada i de vegades persecució violenta. El litoral eslovè va ser annexionat a Itàlia i inclòs en la regió administrativa de Venècia Júlia. Entre 1918 i 1922, diverses accions violentes van tenir com a objectiu les comunitats eslovenes a Itàlia, tant per part de la gent com per les milícies ultranacionalistes. Després de 1922 es va imposar una violenta política d'italianització feixista, la qual cosa va provocar la reacció dels eslovens locals i els croats d'Ístria. El 1927, es va fundar l'organització antifeixista TIGR (un acrònim basat en els topònims Trieste, Istria, Gorizia i Rijeka). Entre 1922 i 1941, més de 70.000 eslovens van fugir de la Venècia Júlia italiana, principalment cap a Iugoslàvia, però també a l'Argentina i a altres estats de l'Amèrica del Sud.
El 1929, el Regne de Serbis, Croats i Eslovens va ser rebatejat com a Regne de Iugoslàvia. La constitució va ser abolida, les llibertats civils se suspengueren, mentre que la pressió centralista s'intensificava. Eslovènia va ser rebatejada com a Drava Banovina. Durant el període d'entreguerres, els votants eslovens van donar un fort suport al conservador Partit Popular Eslovè, el qual va lluitar en va per l'autonomia d'Eslovènia dins d'una Iugoslàvia federalitzada. El 1935, tanmateix, el Partit Popular Eslovè s'uní a la progovernamental Unió Iugoslava Radical, la qual cosa obrí l'espai per al desenvolupament d'un moviment d'autonomistes de tendència esquerrana. Durant els anys 1930, la crisi econòmica creà un brou de cultiu ideal per a l'ascens dels radicalismes tant d'esquerra com de dreta. El 1937 es creà la Lliga dels Comunistes d'Eslovènia com a partit autònom dins de la Lliga de Comunistes de Iugoslàvia. Entre 1938 i 1941, forces liberals d'esquerres, cristianes d'esquerres i ruralistes establiren estretes relacions amb membres de l'il·legal Partit Comunista, amb l'objectiu d'establir una àmplia coalició antifeixista.
Després de 1918, Eslovènia esdevingué un dels principals centres industrials de Iugoslàvia. Ja el 1919, la producció industrial a Eslovènia era quatre vegades més gran que a Sèrbia, i vint-i-dues vegades més gran que a la Macedònia iugoslava. El període d'entreguerres portà més industrialització a Eslovènia, amb un creixement econòmic ràpid durant els anys 1920 seguit per un ajustament econòmic relativament reeixit a la crisi econòmica de 1929. Aquest desenvolupament, tanmateix, afectà només certes àrees, especialment la conca de Ljubljana, la regió de Zasavje, parts de la Caríntia eslovena i les àrees urbanes al voltant de Celje i Maribor. El turisme experimentà un període de gran expansió, amb complexos turístics com ara Bled i Rogaška Slatina, que aconseguiren una reputació internacional. En altres llocs, l'agricultura i silvicultura romangueren com a activitats econòmiques predominants. No obstant això, Eslovènia emergí com una de les àrees més pròsperes i dinàmiques econòmicament de Iugoslàvia i es beneficià d'un gran mercat balcànic. Les arts també hi prosperaren, així com l'arquitectura. Les dues ciutats eslovenes més grans, Ljubljana i Maribor, se sotmeteren a un extens programa de renovació urbana i modernització. Alguns arquitectes com ara Joze Plecnik, Ivan Vurnik i Vladimir Subic introduïren l'arquitectura modernista a Eslovènia.

## Segona Guerra mundial

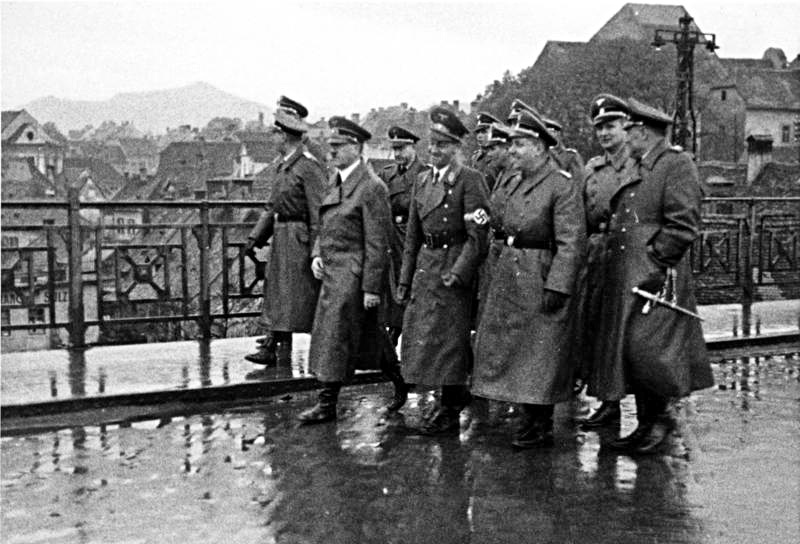
Adolf Hitler i Martin Bormann visitant la ciutat ocupada de Maribor, l'abril de 1941, emetent oficialment les polítiques nazis antieslovenes

El 6 d'abril de 1941 es produeix la invasió de Iugoslàvia per part de les potències de l'Eix. Eslovènia és dividida entre les potències ocupants: la Itàlia feixista ocupà Eslovènia del Sud (la Baixa Carniola, laBaixa Estíria, Carniola Interior i Ljubljana), l'Alemanya Nazi es quedà amb Eslovènia del Nord i oriental (l'Alta Carniola, l'Estíria eslovena i Posavje, mentre que a Hongria li fou atorgada la regió de Prekmurje. Alguns pobles eslovens de la part sud-oriental foren annexionats per l'estat independent de Croàcia.
Mentre els italians donaren als eslovens una certa autonomia cultural dins de la seva zona d'ocupació (la Província de Ljubljana), els nazis començaren una violenta política de germanització, que culminà amb el reassentament de més de 83.000 eslovens en altres parts del Tercer Reich, així com a Sèrbia i Croàcia. Més de 63.000 eslovens van ser internats als camps d'extermini nazis.
Ja a l'estiu de 1941, emergí un moviment d'alliberament sota el lideratge comunista, tant en la zona d'ocupació italiana com en l'alemanya. A causa dels assassinats polítics fets per les Brigades Comunistes, així com per l'anticomunisme radical preexistent dels cercles conservadors de la societat eslovena, a l'estiu del 1942 va esclatar una guerra civil entre eslovens en l'Eslovènia sud-oriental ocupada per Itàlia (coneguda com a Província de Ljubljana). Les dues faccions del conflicte eren el Front d'Alliberament del Poble Eslovè i la Milícia Voluntària Anticomunista, coneguda com a Guàrdia Blanca, formada inicialment per activistes anticomunistes locals a fi i efecte de protegir els pobles de les incursions dels partisans. Hi havia també una petita resistència monàrquica, coneguda com a txètniks. Després del 1943, les milícies anticomunistes es reorganitzaren sota comandament dels nazis, com a Guàrdia Nacional Eslovena.
Les guerrilles de partisans eslovens aconseguiren alliberar grans porcions de les terres eslovenes, i així contribuïren a la derrota del nazisme. Com a resultat de la guerra, la immensa majoria de la població nadiua ètnicament alemanya fou enèrgicament expulsada o bé va haver de fugir a la veïna Àustria. Immediatament després de la guerra, uns 12.000 membres de la Guàrdia Nacional Eslovena van ser executats, mentre que milers de civils anticomunistes foren assassinats durant el primer any posterior a la guerra, molts d'ells en camps d'extermini de Teharje i Sterntal.
Aquestes massacres van ser silenciades i romangueren com a tema tabú fins a les darreries dels anys 1970 i principis dels 1980, quan alguns dissidents intel·lectuals ho van treure al primer pla de l'opinió pública. A més a més, centenars (alguns diuen milers) d'italians ètnics d'Ístria i Trieste van ser executats per l'exèrcit iugoslau i forces de partisans en les Massacres de Foibe, mentre alguns d'aquests 27.000 van fugir de la persecució de l'Eslovènia comunista, en el que va ser conegut com a Èxode d'Ístria. El nombre total de víctimes de la Segona Guerra mundial a Eslovènia s'estima en unes 89.000 persones, mentre 14.000 persones van ser executades immediatament després de la finalització de la guerra. El nombre total de morts de la Segona Guerra mundial a Eslovènia va ser prop del 7,2% de la població anterior a la guerra, la qual es troba per damunt de la mitjana iugoslava i és un dels percentatges més alts d'Europa.

## El període comunista

República Socialista d'Eslovènia dins de la República Federal Socialista de Iugoslàvia

Després del restabliment de Iugoslàvia al final de la Segona Guerra mundial, Eslovènia passà a formar part de la República Federal Socialista de Iugoslàvia, declarada el 29 de novembre de 1943. S'establia un estat socialista, però a causa de la ruptura Tito-Stalin, les llibertats econòmiques i personals eren més àmplies que al Bloc de l'Est. El 1947, Itàlia cedí la major part de la Venècia Juliana a Iugoslàvia, i Eslovènia recobrà així el litoral eslovè.
La disputa sobre el port de Trieste, tanmateix, romangué oberta fins a 1954, quan el breu Territori Lliure de Trieste va ser dividit entre Itàlia i Iugoslàvia, la qual cosa donà així a Eslovènia accés al mar. Aquesta divisió només va ser ratificada el 1975 amb el tractat d'Osimo, que donà una sanció legal final a la tant de temps disputada frontera occidental d'Eslovènia. Des dels anys 1950, la República Socialista d'Eslovènia gaudia d'una autonomia relativament àmplia.
Entre 1945 i 1948, va tenir lloc a Eslovènia i Iugoslàvia una onada de repressió política. Milers de persones van ser empresonades per les seves creences polítiques. Diverses desenes de milers d'eslovens marxaren d'Eslovènia immediatament després de la guerra per por de la persecució comunista. Molts d'ells s'instal·laren a l'Argentina, que es convertí en el cor de l'emigració anticomunista eslovena. Més de 50.000 els seguiren durant la següent dècada, sovint per raons econòmiques, així com polítiques. Aquestes onades posteriors d'immigrants eslovens s'instal·laren principalment al Canadà i a Austràlia, però també en estats països occidentals.
El 1948 va tenir lloc la ruptura Tito-Stalin. Durant els primers anys després de la divisió, la repressió política empitjorà, mentre s'estenia a comunistes acusats d'estalinisme. Centenars d'eslovens van ser empresonats al camp d'extermini de Goli Otok, juntament amb milers de persones d'altres nacionalitats. Entre els judicis espectacle que van tenir lloc a Eslovènia entre 1945 i 1950, els més important van ser el judici de Nagode contra intel·lectuals democràtics i activistes liberals d'esquerres (1946) i els judicis de Dachau (1947-1949), en què els anteriors interns de camps d'extermini nazis van ser acusats de col·laboració amb els nazis. Molts membres del clergat catòlic romà patiren persecució. El cas de bisbe de Ljubljana Anton Vovk, que va ser ruixat amb gasolina i calat amb foc per activistes comunistes, durant una visita pastoral a Novo Mesto el gener de 1952: tingué ampli ressò en la premsa occidental.
Entre 1949 i 1953, s'intentà una col·lectivització forçosa. Després del seu fracàs, se seguí una política de liberalització gradual. Es va començar a implantar una política econòmica nova, coneguda com a autogestió, sota el consell i supervisió del principal teòric del Partit Comunista Iugoslau, l'eslovè Edvard Kardelj.
A les darreries dels anys 1950, Eslovènia fou la primera de les repúbliques iugoslaves on s'endegà un procés de relativa pluralització. A aquest procés li seguí una dècada de producció cultural i literària fervent, amb moltes tensions entre el règim i els intel·lectuals dissidents. A finals dels anys 1960, la facció reformista guanyà el control del Partit Comunista Eslovè, i llançà una sèrie de reformes que apuntaven a la modernització de la societat i l'economia eslovenes. El 1973, aquesta tendència va ser aturada per la facció conservadora del Partit Comunista Eslovè, al qual donava suport el govern federal iugoslau. A continuació vingué un període conegut com els "anys de plom" (eslovè: svinčena leta).
Des de finals dels anys 1950 en endavant, es van començar a formar cercles dissidents, principalment al voltant d'efímers diaris independents, com ara Revija 57 (1957–1958), que va ser el primer diari intel·lectual independent a Iugoslàvia i un dels primers d'aquesta classe al bloc comunista, i Perspektive (1960-1964). Entre els intel·lectuals públics crítics més importants d'aquest període podem citar el sociòleg Joze Pucnik, el poeta Edvard Kocbek, i l'historiador de la literatura Dusan Pirjevec.
Durant els anys 1980, Eslovènia experimentà un ascens de pluralisme cultural. Emergiren nombrosos grassroots polítics, artístics i intel·lectuals, incloent-hi el Neue Slowenische Kunst, l'Escola de Psicoanàlisi de Ljubljana, i el Nova revija, un cercle intel·lectual. A la meitat dels anys 1980, una facció reformista, liderada per Milan Kučan, prengué el control del Partit Comunista Eslovè, i comença una reforma gradual, que tendia a un socialisme de mercat i un pluralisme polític controlat.
La crisi econòmica iugoslava dels anys 1980 augmentà les lluites dins del règim comunista iugoslau quant a les mesures econòmiques apropiades que s'havien de dur a terme. Eslovènia, que tenia menys del 10% de la població total de Iugoslàvia, produïa al voltant d'un cinquena part del PIB del país i un quart de totes les exportacions iugoslaves. Les disputes polítiques al voltant de mesures econòmiques tingueren força ressò en l'opinió pública, així com el sentiment entre molts eslovens que estaven sent explotats econòmicament, i que havien de sostenir una cara i ineficient administració federal.

## Democràcia i independència
El 1987 i el 1988, una sèrie de xocs entre l'emergent societat civil i el règim comunista culminava amb l'anomenada Primavera eslovena. Un massiu moviment democràtic, coordinat pel Comitè per a la defensa dels drets humans, empenyé els comunistes cap a reformes democràtiques. Aquests esdeveniments revolucionaris a Eslovènia s'avançaren gairebé un any a les Revolucions de 1989 en l'Europa de l'Est, però van passar força inadvertits als observadors internacionals.

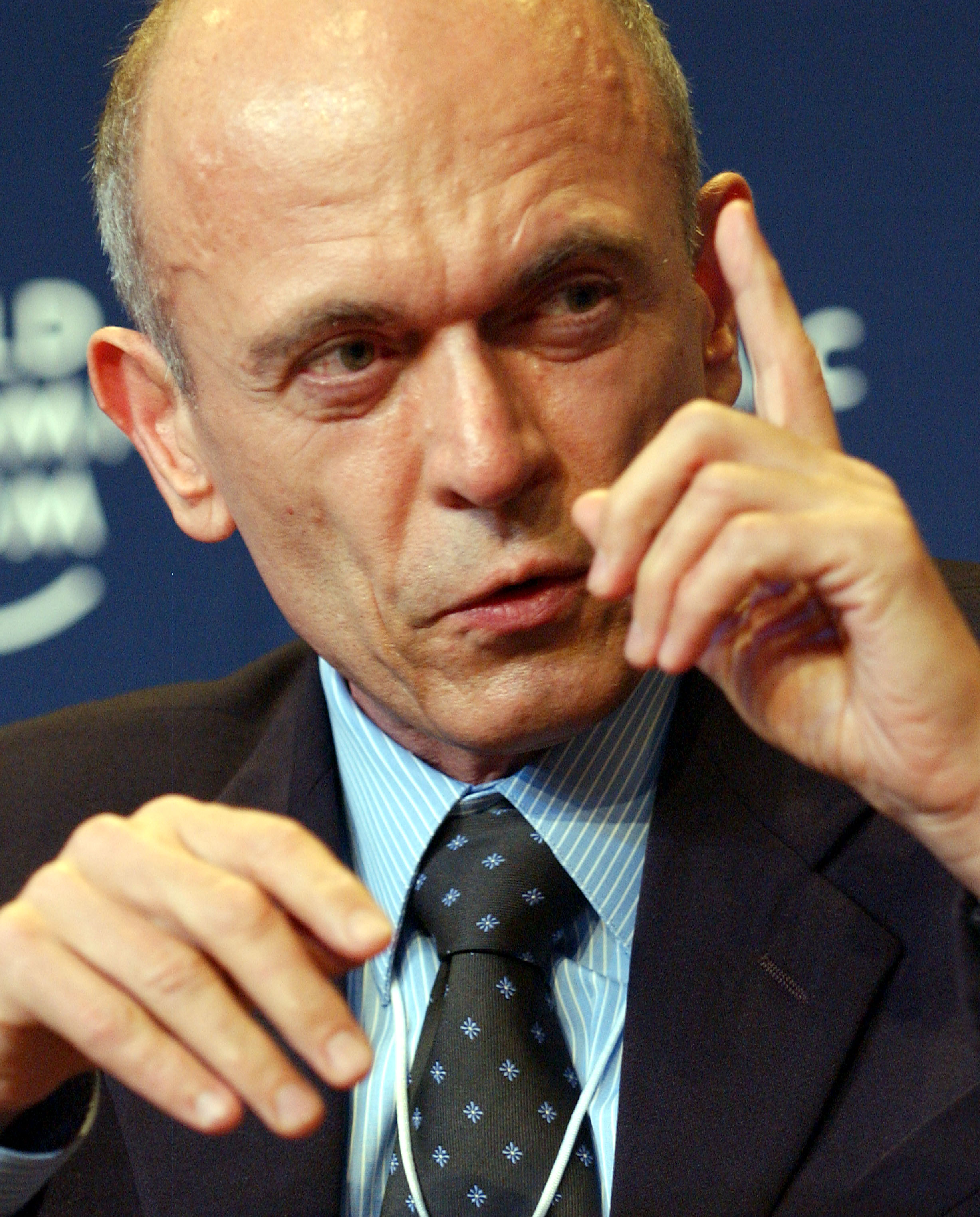
Janez Drnovšek, primer ministre d'Eslovènia entre 1992 i 2002, i president d'Eslovènia entre 2002 i 2007

Alhora, la confrontació entre els comunistes eslovens i el Partit Comunista Serbi, dominat pel carismàtic líder nacionalista Slobodan Milošević, es convertiren en la lluita política més important a Iugoslàvia. El pobre rendiment econòmic de la Federació (les diferències regionals en entitats supranacionals són una causa freqüent de la seva ruptura), i els emergents xocs entre les diferents repúbliques, creà un brou de cultiu adequat per a l'ascens de les idees secessionistes entre els eslovens, tant anticomunistes com comunistes. El gener de 1990, els comunistes eslovens abandonaren el Congrés del Partit Comunista de Iugoslàvia, en protesta per la dominació del lideratge nacionalista serbi, la qual cosa significà la dissolució del Partit Comunista Iugoslau, l'única institució que encara mantenia unit l'estat.
L'abril de 1990, se celebraren les primeres eleccions lliures i democràtiques, i l'Oposició Democràtica d'Eslovènia derrotà l'anterior Partit Comunista. Es formà un govern de coalició encapçalat pel demòcrata cristià Lojze Peterle, i començà reformes econòmiques i polítiques que establiren una economia de mercat i un sistema polític democràtic liberal. Alhora, el govern continuà la independència d'Eslovènia de Iugoslàvia. El desembre de 1990 va tenir lloc un referèdum sobre la independència d'Eslovènia, en el qual la majoria aclaparadora de residents eslovens (al voltant d'un 89%) votaren a favor de la independència d'Eslovènia de Iugoslàvia. Eslovènia esdevingué independent el 25 de juny de 1991. L'endemà al matí, va començar una curta Guerra d'Eslovènia, en la qual les forces eslovenes rebutjaren reeixidament la interferència militar iugoslava. Al vespre, la independència va ser solemnement proclamada en la plaça de la República pel president d'Eslovènia Milan Kučan. La Guerra dels Deu dies es perllongà fins al 7 de juliol de 1991, quan es va signar l'acord de Brioni. El 26 d'octubre de 1991, marxà d'Eslovènia l'últim soldat iugoslau.
Després de 1990, hi evolucionà un sistema democràtic estable, amb liberalització econòmica i creixement gradual de la prosperitat. Eslovènia esdevingué membre de l'OTAN el 29 de març de 2004 i de la Unió Europea l'1 de maig de 2004. Fou el primer estat postcomunista que va exercir la Presidència del Consell de la Unió Europea, durant els primers sis mesos de 2008.